# Acronicta arduenna
Acronicta arduenna är en fjärilsart som beskrevs av Gillmer. Acronicta arduenna ingår i släktet Acronicta och familjen nattflyn. Inga underarter finns listade i Catalogue of Life.